# Transformació bacteriana
La transformació bacteriana és un procés de transferència horitzontal de gens que ocorre de manera natural en alguns bacteris i que es pot provocar de forma artificial en altres bacteris i eucariotes. Aquest experiment es va fer per saber on estava la informació genètica, a les proteïnes o a l'ADN. La transformació va ser descoberta per Frederick Griffith en l'anomenat experiment de Griffith.

## Mecanismes
De forma natural s'esdevé de la manera següent: una cèl·lula és lisada i a conseqüència del trencament allibera ADN al medi. La cèl·lula receptora, per mitjà d'un complex proteic, capta aquest fragment d'ADN. Es produeix recombinació entre l'ADN forà i el cromosoma del bacteri i així aquest canvia el seu fenotip.
L'experiment es va fer amb ratolins i bacteris causants d'un tipus de pneumònia, Streptococcus pneumoniae, del qual existeixen dues soques diferents: la S (de smooth, suau) les cèl·lules de la qual estan encapsulades i la R (de rough, rugós) les cèl·lules de la qual no ho estan.
- Infectant un ratolí amb cèl·lules S: el ratolí mor
- Infectant-lo amb cèl·lules R: viu
- Infectant-lo amb cèl·lules S mortes (les cèl·lules han mort per calor, per tant no hi ha proteïnes però si ADN): el ratolí també viu
- Infectant-lo amb una barreja de cèl·lules S mortes i R vives: el ratolí mor.

L'explicació és la transformació: no és que les cèl·lules S ressuscitin, sinó que les R capten ADN de les S, es produeix un canvi en el seu genoma i es transformen en cèl·lules virulentes. Ja que els bacteris R vius tenien alguna cosa que Griffith va anomenar factor transformador que convertia els bacteris soca S morts en S vius que són letals pel ratolí.
Com que les proteïnes no resisteixen la calor i l'ADN sí, va deduir que la informació genètica es trobava en l'ADN i no en les proteïnes com es pensava abans de l'experiment, ja que l'ADN tenia una composició molt simple per contenir la informació genètica.
La transformació bacteriana és un canvi genètic ocasionat absorbint ADN nuu (ADN sense cèl·lules associades o proteïnes) i la competència es refereix a l'estat de poder incorporar ADN exogen des de l'ambient. S'haurien de distingir dues formes diferents de competència: natural i artificial.

### Competència natural
Alguns bacteris (un 1 per cent de totes les espècies bacterianes) són capaços de manera natural d'admetre ADN en condicions experimentals; diverses altres poden ser capaces de fer-ho en condicions naturals. Aquestes espècies duen jocs de gens que codifiquen la maquinària per a facilitar el pas de l'ADN a través de la membrana o paret cel·lular

### Competència artificial
La competència artificial no es codifica als gens de la cèl·lula. En canvi és provocat per procediments de laboratori en els quals les cèl·lules es fan passivament permeables a l'ADN, utilitzant condicions que no ocorren normalment a la natura.
Les cèl·lules es refreden en presència de cations divalents com Ca2+ (en CaCl₂) això prepara les parets cel·lulars i les torna permeables a l'ADN del plasmidi. Les cèl·lules s'incuben en gel amb l'ADN i llavors es realitza un breu xoc tèrmic (p. ex. 42 °C durant 30-120 segons), la qual cosa fa que l'ADN ingressi a la cèl·lula. Aquest mètode funciona molt bé per als plasmidis circulars d'ADN. Una preparació excel·lent de cèl·lules competents donarà colònies a ~108 per microgram (μg) de plasmidi. Una preparació pobra estarà sobre 104/g o menys. Les bones preparacions no comercials n'haurien de donar 10⁵ a 10⁶ transformants per μg de plasmidi.
El mètode normalment no funciona bé per a molècules lineals com ara fragments de DNA cromosòmic, probablement perquè els enzims d'exonucleasa a la cèl·lula ràpidament degraden el DNA lineal. Tanmateix, les cèl·lules que són naturalment competents es transformen normalment més eficaçment amb DNA lineal que amb plasmidis.
L'electroporació és una altra manera de fer forats breument en cèl·lules (bacterianes i algunes eucariotes) impressionant-los amb un camp elèctric de 10-20 kV/cm. Els plasmidis poden introduir-se a la cèl·lula a través d'aquests forats. Aquest mètode és flexible per utilitzar amb DNA de plasmidis relativament grans. els mecanismes de reparació naturals de la membrana tancaran ràpidament aquests forats després de la ruptura.

#### Transformació per plasmidis
Per tal de persistir i ser mantingut de forma estable a la cèl·lula, una molècula de DNA plasmídic ha de contenir un origen de replicació, que el permet ser duplicat a la cèl·lula de forma independent del cromosoma (el nombre de còpies és variable podent variar usualment entre la desena i el centenar de 100 còpies de cada plasmidi per cèl·lula). Perquè la transformació normalment produeix una mescla de cèl·lules transformants rares i cèl·lules no-transformants abundants, es necessita un mètode que permeti identificar i seleccionar les cèl·lules que han adquirit els gens en un procés de modificació genètica (marcadors genètics o bioquímics). Els plasmidis utilitzats en experiments de transformació generalment contindran un gen que aporti resistència a un antibiòtic al qual els bacteris transfectats són sensibles. Les cèl·lules capaces de créixer en el medi que conté aquest antibiòtic hauran estat transformades pel plasmidi, així les cèl·lules que no hagin incorporat el plasmidi seran incapaces de multiplicar-se.
Un altre marcador, utilitzava per identificar cèl·lules d'E. coli que han adquirit plasmidis recombinants, és el gen de lacZ, que codifica la β-galactosidasa. Perquè -galactosidasa és un tetràmer homo, amb cada monòmer constituït per un lacZ-α i una proteïna de lacZ-ω, si només s'expressa una de les dues proteïnes necessàries a la cèl·lula, no es formarà cap enzim funcional. Així, si una pressió d'E. coli sense lacZ-α en el seu genoma és transformat utilitzant com plasmidi que conté el fragment de gens desapareguts, les cèl·lules transformades produiran β-galactosidasa, mentre cèl·lules no transformants, només són capaces de produir la meitat d'omega del monòmer. En aquest tipus de transformació, la regió polilinker del plasmidi és en el fragment de gens de lacZ-α, significant que els plasmidis recombinats reeixidament produïts tindran el gen desitjat introduït a algun lloc dins de lacZ-α. Quan aquest fragment de gens interromput és expressat per E. coli, cap proteïna de lacZ-α utilitzable no es produeix, i per això cap β-galactosidasa utilitzable no es forma. Quan creix en medis de cultiu que contenen el sucre de galactosa modificada incolora (X-gal) les colònies que poden metabolitzar el substrat (han resultat transformades, però no per plasmidis recombinants) apareixeran tenyides de color blau; les colònies que no poden metabolitzar el substrat (transformades per plasmidis recombinants) seran blanques.

### Plantes
Hi ha diversos mètodes emprats amb èxit per a transformar cèl·lules vegetals amb ADN:
- Agrobacterium és usat amb preferència per davant d'altres mètodes per a transformar plantes per la seva simplicitat i facilitat tecnològica. El teixit de la planta, sovint fulles, es talla en trossos petits, p. ex. 10 x 10 mm, i incubades durant 10 minuts en una suspensió líquida que conté Agrobacterium. Algunes cèl·lules al llarg del tall seran transformades pel bacteri, que introdueix el seu DNA a la cèl·lula. Després són col·locades en medis de cultiu d'arrelament seleccionables on les plantes creixeran. Algunes espècies es poden transformar només submergint les flors a suspensions d'Agrobacterium i aleshores se sembren les llavors en un medi selectiu. Desafortunadament, algunes plantes no són transformables per aquest mètode.
- Electroporació: realitzar forats en la membrana cel·lular usant descàrregues elèctriques. Això permet l'entrada de l'ADN.
- Bombardeig de partícules: Petites partícules d'or o de tungstè recobertes d'ADN es disparen a cèl·lules de plantes joves o embrions de planta. Una mica de material genètic restarà a les cèl·lules i les transformarà. Aquest mètode també permet la transformació amb plastidis vegetals. L'eficiència de transformació és més baixa del que en el cas d'Agrobacterium aconseguit la transformació, però la majoria de les plantes es poden transformar amb aquest mètode.
- Transformació vírica (transducció): El material genètic desitjat és empaquetat dins d'un virus vegetal adequat; és aquest virus modificat el que infecta la planta. Si el material genètic és ADN, es pot recombinar amb els cromosomes per produir cèl·lules transformants. Tanmateix els genomes de la majoria dels virus vegetals consten de RNA monocatenari que es duplica al citoplasma de cèl·lula infectada. Per a tals genomes aquest mètode és una forma de transfecció i no una transformació genuïna, ja que els gens introduïts mai no arriben al nucli cèl·lular i no s'integren a la genoma de l'hoste. La progènie de les plantes infectades és lliure de virus i del del gen introduït.

### Animals
La introducció d'ADN a cèl·lules animals s'anomena transfecció.